# Olympische Jugend-Winterspiele 2024/Teilnehmer (Algerien)
| Gelbes Symbol für Goldmedaillen mit stilisierten Olympischen Ringen | Graues Symbol für Silbermedaillen mit stilisierten Olympischen Ringen | Braundes Symbol für Bronzemedaillen mit stilisierten Olympischen Ringen |
| ------------------------------------------------------------------- | --------------------------------------------------------------------- | ----------------------------------------------------------------------- |
| —                                                                   | —                                                                     | —                                                                       |

Algerien nahm an den Olympischen Jugend-Winterspielen 2024 in der südkoreanischen Provinz Gangwon mit einem Athleten teil. Es dies war die erste Teilnahme Algeriens an Olympischen Jugend-Winterspielen.

## Teilnehmer nach Sportart

### Ski Alpin
| Athleten                            | Wettbewerb   | Lauf 1      | Lauf 1 | Lauf 2      | Lauf 2 | Gesamt      | Gesamt |
| Athleten                            | Wettbewerb   | Zeit        | Rang   | Zeit        | Rang   | Zeit        | Rang   |
| ----------------------------------- | ------------ | ----------- | ------ | ----------- | ------ | ----------- | ------ |
| Männer                              |              |             |        |             |        |             |        |
| Abderrahmane Nacer Ellah Bouderbala | Riesenslalom | 1:09,47 min | 64     | 1:02,79 min | 49     | 2:12,26 min | 49     |
| Abderrahmane Nacer Ellah Bouderbala | Slalom       | DNS         | DNS    | DNS         | DNS    | DNS         | DNS    |